# Индивидуация
Индивидуа́ция — одно из основных понятий аналитической психологии Карла Густава Юнга (1875—1961), означающее, характеризующее и трактующее процесс становления личности, такого психологического развития её, при котором реализуются и воплощаются, усиливаются и ускоряются индивидуальные задатки и уникальные особенности человека, черты, грани и свойства, присущие подобному лицу. К. Г. Юнг проводил различие между индивидуализмом и индивидуацией. Индивидуализм — это подчеркивание мнимого своеобразия в противовес коллективным требованиям и обязанностям человека перед обществом; индивидуация же — более совершенное исполнение человеком своего предназначения в обществе. Индивидуализм есть противоестественное развитие человека; тогда как индивидуация — естественное развитие, предполагающее самостановление человека.
Индивидуация представляет собой спонтанный, естественный процесс в рамках психической субстанции; потенциально она свойственна любому человеку, хотя большинство из нас её не осознает. В отсутствие торможений, препятствий или искажений, обусловленных тем или иным расстройством психики, индивидуация — это процесс созревания или развертывания, психический эквивалент физического процесса роста и взросления.
При определённых условиях — например, в практической психотерапии — процесс этот может тем или иным образом стимулироваться, интенсифицироваться, осознаваться, переживаться и развиваться; таким образом индивиду оказывается помощь в смысле «завершения», «закругления» его «Я». Для успешного хода процесса требуется значительное аналитическое усилие, сознательная и абсолютно искренняя сосредоточенность на интрапсихическом. Благодаря активизации сферы бессознательного такое усилие частично снимает напряжение между парами противоположностей и делает возможным познание их динамической структуры. Продвигаясь по извилистым путям выведенной из состояния равновесия психической субстанции, преодолевая все новые и новые слои, процесс в конечном счете проникает в тот самый центр, который представляет собой исток и основу нашего психического бытия — в Самость.
В своих самых общих чертах процесс индивидуации врожден человеку и развивается по единой модели. Он делится на две взаимно независимые, контрастные и дополняющие друг друга части, которые совпадают с первой и второй половинами жизни. Задача первой половины — «инициация, посвящение во внешнюю действительность». На этом этапе процесса индивидуации, благодаря укреплению «Я», выделению основной функции и доминирующей установки и развитию соответствующей «маски» достигается адаптация индивида к требованиям окружающей среды. Что же касается второй половины жизни, то её задача состоит в «посвящении во внутреннюю действительность», то есть в углубленном самопознании и познании человеческой природы, в рефлексии над теми чертами собственной природы, которые прежде оставались неосознанными или в какой-то момент сделались таковыми. Делая их достоянием сознания, индивид устанавливает внутреннюю и внешнюю связь с миром и космическим порядком.